# Bogdan Jaremin
Bogdan Jaremin (ur. 1942 we Lwowie) – polski lekarz i poeta.

## Życiorys
Absolwent Akademii Medycznej w Gdańsku. Doktor habilitowany nauk medycznych, profesor nadzwyczajny Gdańskiego Uniwersytetu Medycznego. Autor ponad stu prac naukowych i kilku podręczników. Redaktor naczelny pisma International Martime Health. W latach 2008–2012 dyrektor Instytutu Medycyny Morskiej i Tropikalnej w Gdyni. Jako poeta publikował m.in. w Akancie, Gazecie Wyborczej, Toposie i Zeszytach Literackich. Jego tom Treny lipca został nominowany do Orfeusza - Nagrody Poetyckiej im. K.I. Gałczyńskiego w 2014 a tom Rzeczy, z-myślenia do tej nagrody w 2022.

## Poezja
- Śmiech w czarnej chuście (Skryptor, Gdańsk 1998)
- Anioły żywiołów (Polnord-Oskar, Gdańsk 1999)
- Miłość do późnych rokitników (Skryptor, Gdańsk 1999)
- Wiersze z ciemnego światła (Wydawnictwo Bernardinum, Pelplin 2001)
- Bez znużenia (Wydawnictwo Bernardium, Pelplin 2003)
- Notatki z milczenia (Wydawnictwo Bernardinum, Pelplin 2005)
- Ulotne rzemiosła (Wydawnictwo Bernardinum, Pelplin 2010)
- Stroiciel mowy (Ludowa Spółdzielnia Wydawnicza, Warszawa 2011)
- Treny lipca (Wydawnictwo Bernardinum, Pelplin 2013)
- Tam i tu: didaskalia na marginesach (Towarzystwo Przyjaciół Sopotu - Biblioteka Toposu, Sopot 2013)
- Pracownia czasu (Towarzystwo Przyjaciół Sopotu - Biblioteka Toposu, Sopot 2015)
- My, chmury (Towarzystwo Przyjaciół Sopotu - Biblioteka Toposu, Sopot 2018)